# Josef Doležal (atlet)
Josef Doležal (12. prosince 1920, Příbram – 28. ledna 1999, Praha) byl český a československý atlet, reprezentant ve sportovní chůzi, olympionik, který získal na letních olympijských hrách 1952 v Helsinkách stříbrnou medaili v chůzi na 50 km.
Vytvořil 12 světových rekordů a desítky čs. rekordů a nejlepších výkonů. Věnoval se také fotbalu, hrál za SK Břevnov.

## Sportovní úspěchy
| Rok  | Závod                     | Místo                | Umístění | Výkon     | Disciplína |
| ---- | ------------------------- | -------------------- | -------- | --------- | ---------- |
| 1950 | ME v atletice 1950        | Brusel, Belgie       | 4.       | 4:55:49,0 | 50 km      |
| 1952 | Letní olympijské hry 1952 | Helsinky, Finsko     | 2.       | 4:30:17,8 | 50 km      |
| 1954 | ME v atletice 1954        | Bern, Švýcarsko      | 1.       | 45:01,08  | 10 km      |
| 1954 | ME v atletice 1954        | Bern, Švýcarsko      | 2.       | 4:25:07,4 | 50 km      |
| 1956 | Letní olympijské hry 1956 | Melbourne, Austrálie | DSQ      | -         | 20 km      |
| 1956 | Letní olympijské hry 1956 | Melbourne, Austrálie | DNF      | -         | 50 km      |
| 1960 | Letní olympijské hry 1960 | Řím, Itálie          | 17.      | 4:51:18,6 | 50 km      |

## Osobní rekordy
- Chůze na 50 km: 4:15:13,8 (1957)
- Chůze na 20 km: 1:29:59,8 (1956)